# Aeroportul Regional Rice Lake
Aeroportul Regional Rice Lake (IATA: RIE, ICAO: KRPD, FAA LID: RPD) este un aeroport din Wisconsin, Statele Unite ale Americii ce deservește zona Rice Lake⁠(d). Aeroportul a fost tranzitat în 2019 de 2 pasageri. A fost numit după zona deservită.
Situat la o altitudine de 338 m, aeroportul dispune de 2 piste.

## Infrastructură

### Piste
Aeroportul dispune de 2 piste. Pista 01/19 are suprafața de asfalt și dimensiunile 6.700 picioare × 100 picioare. Pista 13/31 are suprafața de asfalt și dimensiunile 3.500 picioare × 75 picioare. 